# Trophée Jean-Pierre Graff
Die Trophée Jean-Pierre Graff ist eine Eishockeytrophäe der Ligue Magnus, der höchsten französischen Eishockeyspielklasse. Die Trophäe wird seit 1981 an den Rookie des Jahres der Ligue Magnus vergeben.  

## Gewinner
| Jahr    | Spieler                             | Team                                            |
| ------- | ----------------------------------- | ----------------------------------------------- |
| 2023/24 | Quentin Tomasino                    | Dragons de Rouen                                |
| 2022/23 | Dylan Fabre                         | Brûleurs de Loups de Grenoble                   |
| 2021/22 | Tomas Simonsen                      | Gothiques d'Amiens                              |
| 2020/21 | Jules Boscq                         | Anglet Hormadi Élite                            |
| 2019/20 | Quentin Papillon                    | Scorpions de Mulhouse                           |
| 2018/19 | Hugo Gallet                         | Boxers de Bordeaux                              |
| 2017/18 | Rudy Matima Valérian Mathieu        | Gothiques d'Amiens Étoile Noire de Strasbourg   |
| 2016/17 | Alexandre Texier                    | Grenoble Métropole Hockey 38                    |
| 2015/16 | Maurin Bouvet                       | Rapaces de Gap                                  |
| 2014/15 | Jordann Perret Fabien Kazarine      | Grenoble Métropole Hockey 38 Gothiques d'Amiens |
| 2013/14 | Antoine Bonvalot                    | Grenoble Métropole Hockey 38                    |
| 2012/13 | Nicolas Ritz                        | Club des Patineurs et Hockeyeurs Dijonnais      |
| 2011/12 | Anthony Rech                        | Rouen Hockey Élite 76                           |
| 2010/11 | Loïc Lampérier                      | Diables Rouges de Briançon                      |
| 2009/10 | Ronan Quemener                      | Rapaces de Gap                                  |
| 2008/09 | Anthony Guttig                      | Ducs de Dijon                                   |
| 2007/08 | Henri-Corentin Buysse               | Gothiques d'Amiens                              |
| 2006/07 | Sacha Treille                       | Brûleurs de Loups de Grenoble                   |
| 2005/06 | Damien Fleury                       | Drakkars de Caen                                |
| 2004/05 | Pierre-Édouard Bellemare            | Dragons de Rouen                                |
| 2003/04 | Christophe Tartari                  | Brûleurs de Loups de Grenoble                   |
| 2002/03 | Kévin Hecquefeuille                 | Gothiques d'Amiens                              |
| 2001/02 | Xavier Daramy                       | Orques d'Anglet                                 |
| 2000/01 | Romain Carrara                      | Flammes Bleues de Reims                         |
| 1999/00 | Brice Chauvel                       | Léopards de Caen                                |
| 1998/99 | Yven Sadoun                         | Jets de Viry-Essonne                            |
| 1997/98 | Laurent Meunier                     | Lions de Lyon                                   |
| 1996/97 | Laurent Gras                        | Gothiques d'Amiens                              |
| 1995/96 | François Rozenthal                  | Flammes Bleues de Reims                         |
| 1994/95 | Maurice Rozenthal                   | Flammes Bleues de Reims                         |
| 1993/94 | Benjamin Agnel Stéphane Arcangeloni | Brûleurs de Loups de Grenoble                   |
| 1992/93 | Karl Dewolf                         | Diables Rouges de Valenciennes                  |
| 1991/92 | Lionel Orsolini                     | Chamonix Hockey Club                            |
| 1990/91 | Mickaël Babin                       | Dragons de Rouen                                |
| 1989/90 | Stéphane Barin                      | Brûleurs de Loups de Grenoble                   |
| 1988/89 | nicht vergeben                      |                                                 |
| 1987/88 | François Dusseau                    | Gothiques d'Amiens                              |
| 1986/87 | Georges Roul                        | Diables Rouges de Briançon                      |
| 1985/86 | Serge Djelloul                      | Megève                                          |
| 1984/85 | Pierre Pousse                       | Aigles de Saint Gervais                         |
| 1983/84 | Laurent Lecomte                     | Jets de Viry-Essonne                            |
| 1982/83 | Philippe Bozon                      | Megève                                          |
| 1981/82 | Aram Kevorkian                      | Jets de Viry-Essonne                            |
| 1980/81 | Christophe Ville                    | Aigles de Saint Gervais                         |